# Macarena Darrigrandi
Macarena Elena Darrigrandi Gutiérrez es una actriz chilena de cine, teatro y televisión.

## Biografía
Realizó sus estudios de primero a tercero básico en Necochea (Argentina), y luego regresó a Chile para seguir con sus estudios primarios en los colegios La Maisonette, Lo Castillo y el Liceo 14. Primero entró a estudiar periodismo en la Pontificia Universidad Católica de Chile, pero al año siguiente entró a estudiar teatro con Fernando González.
Su debut en televisión fue con la telenovela Adrenalina (1996), donde interpretó a la periodista Glenda Covarrubias, luego personifico a Macarena en A todo dar (1998) con el rol protagónico, donde compartió créditos con Alejandro Castillo, Carolina Arregui y Alex Zisis, para consagrarse en Algo está cambiando (1999) como Fanny. Posteriormente, desde 2003 hasta 2012, formó parte del elenco de actores comediantes de Chilevisión en Teatro en Chilevisión. Llegó a la pantalla grande con la película Todo por nada (1989), de Alfredo Lamadrid.
También se ha dedicado al stand-up comedy.

## Teleseries
| Teleseries | Teleseries          | Teleseries         | Teleseries  |
| Año        | Teleserie           | Rol                | Canal       |
| ---------- | ------------------- | ------------------ | ----------- |
| 1996       | Adrenalina          | Glenda Covarrubias | Canal 13    |
| 1998       | A todo dar          | Macarena Rosales   | Mega        |
| 1999       | Algo está Cambiando | Fanny              | Mega        |
| 2013       | Soltera otra vez    | Celia              | Canal 13    |
| 2019       | Gemelas             | Milagro Mejías     | Chilevisión |

## Programas
- El día menos pensado (TVN, 2000-2010), 4 capítulos
- Mea Culpa (TVN, 2005) junto a Luis Dubó en el capítulo "El Cuatrero".
- La divina comida (Chilevisión, 2018) junto a Francisca Merino, Alejandra Herrera, Berta Lasala y Aranzazú Yankovic.

## Cine
- Cuídate del agua mansa (1995)